# Longa noite
Longa noite és una pel·lícula gallega dirigida per Eloy Enciso que fou estrenada el 2019. Fou projectada en la secció oficial del Festival Internacional de Cinema de Locarno el 14 d'agost de 2019, on va rebre el Boccalino d'Oro al millor director. S'ha subtitulat al català.

## Argument
Un cop acabada la guerra civil espanyola, Anxo torna a la seva vila natal en una zona rural de Galícia. Allí xoca amb la malfiança mútua de vencedors i vençuts a la guerra, ja que les ferides encara són obertes. L'entrega d'una carta obliga Anxo a travessar la frontera.

## Repartiment
- Misha Bies Golas 	... Anxo
- Manuel Pumares 	... 	Home pobre
- Celsa Araujo
- Marcos Javier Fernández Eimil 	... Passatger
- Nuria Lestegás ... Celsa
- Suso Meilan
- Verónica Quintana

## Producció
Es tracta d'una pel·lícula coral rodada a diversos indrets de les províncies de Lugo i Pontevedra amb actors no professionals; el mateix director va manifestar que pretén evitar fer una pel·lícula historicista i la rutina del drama històric i, en canvi, oferir una estampa de Galícia durant la postguerra barrejant texts de Max Aub, Rodolfo Fogwill o Luís Seoane.

## Guardons i nominacions
| Any  | Cerimònia                           | Categoria             | Guardonat     | Resultat |
| ---- | ----------------------------------- | --------------------- | ------------- | -------- |
| 2020 | 18a edició dels Premis Mestre Mateo | Millor pel·lícula     | Eloy Enciso   | Nominat  |
| 2020 | 18a edició dels Premis Mestre Mateo | Direcció de producció | Beli Martínez | Nominat  |